# Dogma (альбом Epolets)
«Dogma» (укр. Догма) — це другий студійний альбом українського рок-гурту Epolets. Він вийшов 6 листопада 2014 на лейблі Moon Records.

## Про альбом
Сингл за альбому було презентовано 12 вересня 2014, який, за словами учасників гурту, вдало характеризує межу переходу Epolets від звичного до дещо оновленого звучання.
|                                  | Ми вирішили оприлюднити саме цю композицію першою через те, що хоча ми її і написали досить давно, вона досі є дуже сильною за емоціями. А по-друге через те, що вона є своєрідним переходом від нашої попередньої творчості до нового альбому. Від молодших до більш зрілих Epolets… |
| — Павло Варениця, фронтмен гурту | |

Сам альбом побачив світ 6 листопада 2014. Існує дві версії — україномовна та англомовна. Англомовна повністю складається з версій пісень з англійським текстом та націлена на просування за кордоном.
На пісні «Pornofilm» та «Зраджуй» були відзняті музичні відеокліпи. Зокрема, за словами самих музикантів, останній коштував їм лише 70 доларів США, а режисером виступив Влад Климчук.
Відповідаючи на питання про головний меседж другого студійного альбому, Павло Варениця сказав:
|  | Ми пропонуємо людям не вестися на все, що нам заштовхують в макітри кожний день. Не вестися на догми, які нам пропонують кожного дня. Прислуховуватися до себе і завжди мати свою думку. Фільтрувати всю нову інформацію. |

Також музиканти додали, що альбом став відображенням їхнього стану протягом 2014, як багато що за цей рік змінилось і у суспільстві, і в самих учасниках гурту, як в музикантах.
У 2015 гурт брав участь в українській версії шоу «X-Фактор», де, зокрема, виступили з власною піснею з цього альбому, що має назву «Лютий».

## Список композицій
| Українське видання        | Українське видання | Українське видання |
| #                         | Назва              | Тривалість         |
| ------------------------- | ------------------ | ------------------ |
| 1.                        | «Скільки ще»       | 4:17               |
| 2.                        | «I Belong to You»  | 4:01               |
| 3.                        | «Де ти є»          | 4:40               |
| 4.                        | «Зраджуй»          | 3:37               |
| 5.                        | «Парті он»         | 4:01               |
| 6.                        | «Кожен новий день» | 4:07               |
| 7.                        | «Джейн»            | 3:38               |
| 8.                        | «Лютий»            | 4:28               |
| Загальна тривалість 32:49 |                    |                    |

| Бонусні треки             | Бонусні треки | Бонусні треки |
| #                         | Назва         | Тривалість    |
| ------------------------- | ------------- | ------------- |
| 9.                        | «No More»     | 3:30          |
| 10.                       | «Pornofilm»   | 3:28          |
| Загальна тривалість 39:37 |               |               |

## Учасники запису
У записі взяли участь:
- Павло Варениця — вокал
- Андрій Головерда — гітара, беквокал
- Олександр Решетарь — бас-гітара
- Ігор Смирнов — ударні